# Lèmur ratolí de Goodman
El lèmur ratolí de Goodman (Microcebus lehilahytsara) és un lèmur del nord de Madagascar que fou descrit l'any 2005. Les dades genètiques indiquen que és un parent proper del lèmur ratolí bru (M. rufus), el lèmur ratolí pigmeu (M. myoxinus), el lèmur ratolí de Mittermeier (M. mittermeieri) i el lèmur ratolí de Berthe (M. berthae). La seva localitat tipus és Andasibe (18° 55′ S, 48° 25′ O), a la província de Toamasina.